# Tridentiger
Tridentiger – rodzaj ryb z rodziny babkowatych.

## Klasyfikacja
Gatunki zaliczane do tego rodzaju:

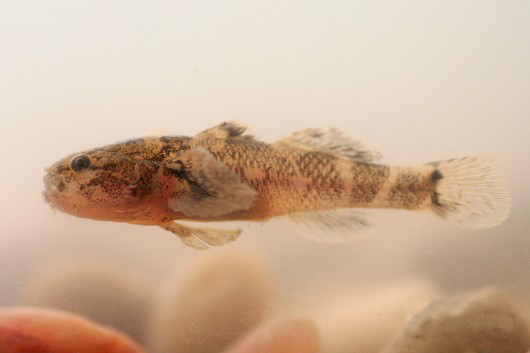
Tridentiger barbatus
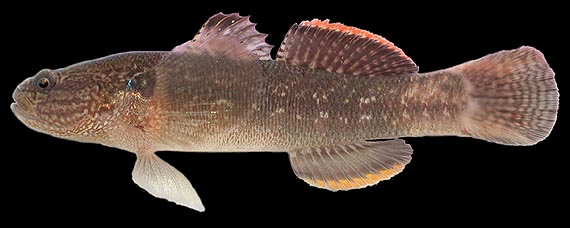
Tridentiger bifasciatus
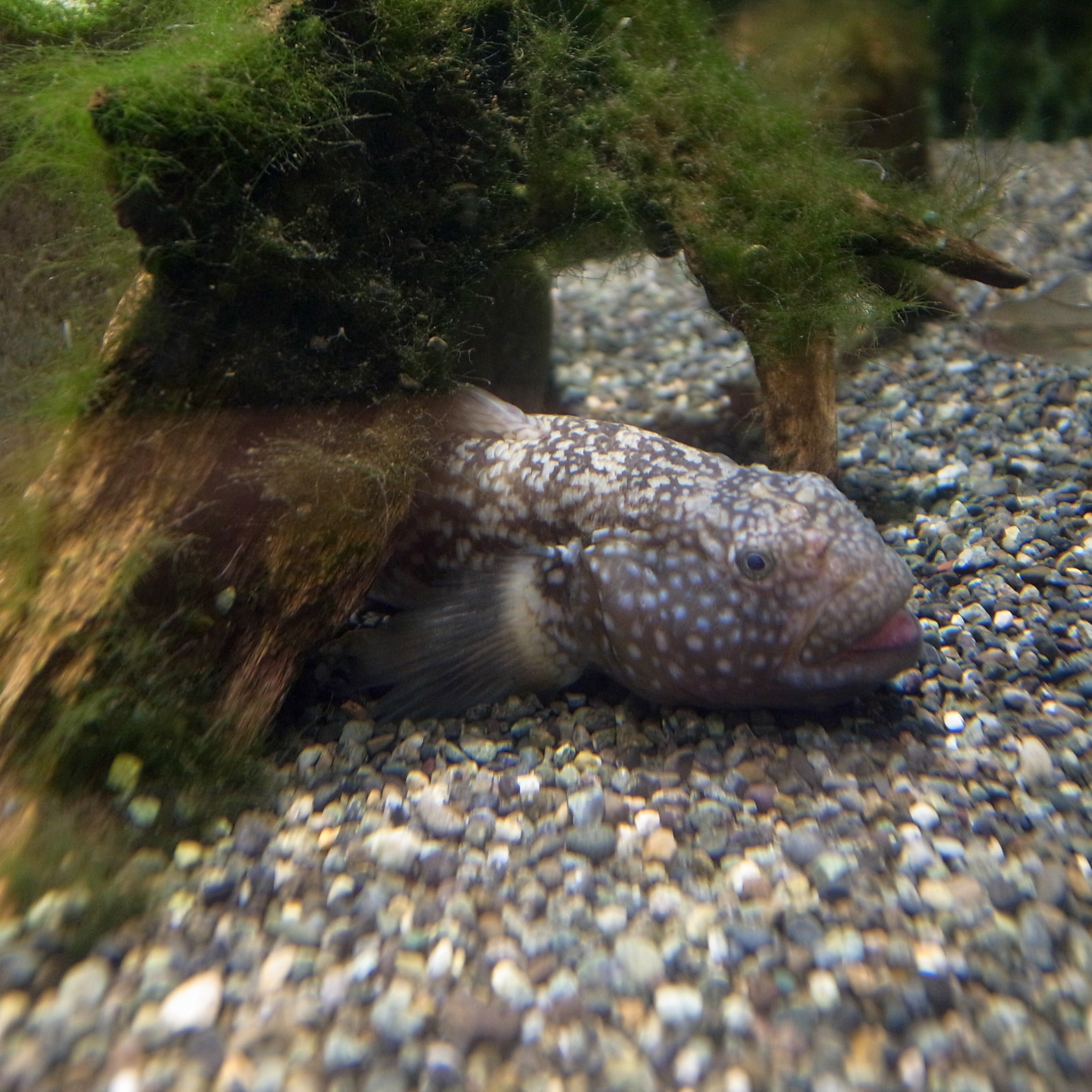
Tridentiger brevispinis
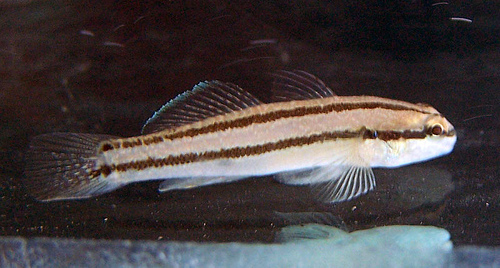
Tridentiger kuroiwae
- Tridentiger microsquamis
- Tridentiger nudicervicus
- Tridentiger obscurus
- Tridentiger trigonocephalus

- Tridentiger barbatus
- Tridentiger bifasciatus
- Tridentiger obscurus
- Tridentiger trigonocephalus